# Zsuzsa Tarjányi
Zsuzsa Tarjányi, coniugata Bakonyiné (Recsk, 4 novembre 1946), è un'ex cestista ungherese.

## Carriera
Con l'Ungheria ha disputato due edizioni dei Campionati europei (1970, 1972).